# جورج هوكينز
جورج هوكينز (بالإنجليزية: George Hawkins)‏ هو سياسي نيوزلندي، ولد في 15 مايو 1946 في نيوزيلندا. حزبياً، نشط في حزب العمال النيوزيلندي. وقد انتخب عضو مجلس النواب نيوزيلندا.